# Jablaniške Laze
Jablaniške Laze so naselje v Občini Šmartno pri Litiji.Jablaniške Laze ležijo na nadmorski višini 480 m in imajo 63 prebivalcev. Samotne kmetije so razložene na Kamnarici, Praprotniku, Španiji in Bašovem hribu nad Reko. Redke njive so na vegastih lapornih pobočjih terasasto urejene. Ob hišah je precej sadnega drevja in vinske trte.

## Zgodovina
V kraju je ohranjenih več sušilnic sadja, kozolcev, lesenih znamenj ter zidana kapelica. Stoji  pri domačiji Strnar v Jablanikških lazih. To kapelico sta zgradila Lesarjeva fanta iz Bukovice. Bila sta vpoklicana kot vojaka v prvi svetovni vojni. Zaobljubila sta si, da bosta zgradila kapelico, če se bosta srečno vrnila domov. V okolici Jablaniških Laz, ki se razprostirajo kar na pobočjih petih hribov, rastejo bujni listnati gozdovi.